# سقاي
سقاي هي قرية في مقاطعة ورزقان، إيران. عدد سكان هذه القرية هو 869 في سنة 2006.